# Anthony Joseph Drexel Biddle
Anthony Joseph Drexel Biddle (Filadelfia, 17 dicembre 1897 – Washington, 13 novembre 1961) è stato un diplomatico statunitense.

## Biografia
Allo scoppio della seconda guerra mondiale era ambasciatore in Polonia e, dopo il danneggiamento della sua casa a Varsavia, riuscì a fuggire avventurosamente in Romania. Successivamente fu inviato a Londra dal presidente Roosevelt come ambasciatore statunitense presso i governi in esilio di Polonia, Belgio, Paesi Bassi e Norvegia; fu ministro plenipotenziario presso i governi in esilio di Cecoslovacchia, Iugoslavia e Grecia. Nell'ottobre 1942 fu nominato primo ambasciatore statunitense presso il governo in esilio della Grecia e nel 1944 fu scelto dal generale Eisenhower come rappresentante presso i governi delle Nazioni Unite, sempre a Londra.